# Чамыши
Ча́мыши (чув. Чамăш) — деревня в Моргаушском районе Чувашской Республики. Входит в состав Орининского сельского поселения.

## География
Находится в северо-западной части Чувашии, на расстоянии приблизительно 4 км на север по прямой от районного центра села Моргауши.

## История
Известна с 1795 года как выселок села Архангельское (Малая Аринина), ныне Оринино с 25 дворами. В 1858 году учтено 170 жителей, в 1906 — 52 двора и 242 жителя, в 1926 — 54 двора и 261 житель, в 1939 — 248 жителей, в 1979 — 239. В 2002 году было 63 двора, в 2010 — 63 домохозяйства. В 1931 году был образован колхоз «Красная звезда», в 2010 действовал СПК «Оринино».

## Население
Постоянное население составляло 210 человек (чуваши 100 %) в 2002 году, 199 — в 2010.